# دونالد نوری فری
دونالد نوری فری (انگلیسی: Donald N. Frey; ۲۳ مارس ۱۹۲۳ – ۵ مارس ۲۰۱۰) طراح خودرو اهل ایالات متحده آمریکا بود.
وی همچنین برندهٔ جوایزی همچون مدال ملی فناوری و نوآوری شده‌است.